# Баранов Олександр Олександрович
Олександр Олександрович Баранов (17 жовтня 1926, Дніпропетровськ — 2008) — радянський і український вчений-металознавець. Доктор технічних наук (1965), професор. Член АН вищої школи України (1996).

## Біографія
З відзнакою закінчив технологічний факультет Дніпропетровського металургійного інституту (1949) за спеціальністю «Оброблення металу тиском». Вихованець Дніпропетровської школи металознавців.
- 1949 — 1955 працював на Макіївському металургійному комбінаті.
- 1954 — 1957 роках навчався в аспірантурі, кандидат технічних наук (1957).
- 1965 — Доктор технічних наук
- 1955 — 1969 працював в Дніпропетровському металургійному інституті.
- 1969 — 1974 працював в Дніпропетровському відділенні Дніпровської політехніки.
- 1974 — 1994 зав. кафедрою металознавства, з 1994 професор кафедри Донецького політехнічного інституту (нині ДонНТУ).

## Основні праці
- Бунин К. П., Баранов А. А.: Металлография
- Баранов А. А. Фазовые превращения и термоциклирование металлов. К., 1974.
- Проблемы совмещения горячей деформации и термической обработки стали / А. А. Баранов и др. М., 1985.
- А. А. Баранов, О. П. Микуляк, А. А. Резняков. Технология вторичных цветных металлов и сплавов. К., 1988.